# Georgie Dann
Georges Mayer Dahan, mais conhecido como Georgie Dann (Paris, 14 de janeiro de 1940 - Majadahonda, 3 de novembro de 2021), foi um cantor francês radicado na Espanha. Estudou oito anos no Conservatório de Paris e desenvolveu sua carreira artística na Espanha a partir da década de 1970, com foco em sucessos de verão, além de ter concluído o mestrado.
Às vezes censurado na Espanha franquista e possuindo (na época) um semblante provocador e ousado, Georgie Dann tornou-se tremendamente popular com canções com letras muito cativantes. Ano após ano, de forma quase sistemática, ele figurava na lista dos artistas mais vendidos da Espanha.
Durante os anos 60, 70 e 80, suas canções eram tocadas nas estações de rádio e por bandas ao vivo em festas em todo o país.[carece de fontes?]
Um artista de sucesso, outro grupo (La Banda del Capitan Canalla) decidiu homenageá-lo com sua canção "Que vuelva ya Georgie Dann" em 2003.
Ele morreu em 3 de novembro de 2021, no Hospital Puerta de Hierro, em Majadahonda, após sofrer uma parada cardiorrespiratória.

## Discografia
- Por que un pijama (1966)
- La contraprotesta (1967)
- Casatschok (1969)
- El dinosaurio (1972)
- El bimbó (1975)
- Campesino (1976)
- Mi cafetal (1977)
- A todo ritmo (1983)
- Arrasando (1984)
- El africano (1985)
- Macumba (1986)
- El negro no puede... (1987)
- El chiringuito (1988)
- Enróllate (1990)
- El veraneo (1993)
- Cachete, pechito y ombligo (1996)
- La duchita (1998)
- Vamos a la pista (2003)
- Dale, dale (2004)
- El rey del verano (2007)
- Los huevos (2010)
- La batidora (2012)
- La cerveza (2013)[4]